# Esculls Minerva
Els esculls Minerva (en tongalès Teleki) són dos esculls de corall del regne de Tonga situats a 435 km al sud-oest de Tongatapu i al sud-est de les illes Lau de Fiji.

## Geografia
Els esculls són dues anelles de corall separades per 32 km: el North i el South Minerva Reef (en tongalès Teleki Tokelau i Teleki Tonga). Són les restes d'atols submergits que només són visibles amb la marea baixa.
L'escull Minerva del Sud té una forma de vuit amb dos cercles de 5 km de diàmetre, l'escull Est i l'Oest, i un pas d'entrada a la llacuna interior. Les seves coordenades són 23° 56′ S, 179° 8′ O / 23.933°S,179.133°O.
L'escull Minerva del Nord també és circular amb 5,5 km de diàmetre i un estret pas d'entrada a la llacuna. S'hi troben unes torres de ferro i un far fora de servei construïts per la marina nord-americana durant la Segona Guerra Mundial. Les seves coordenades són 23° 38′ S, 178° 55′ O / 23.633°S,178.917°O.

## Història
Els esculls Minerva porten el nom del balener australià Minerva que hi va encallar el 1829, a l'escull Sud. Aleshores eren anomenats Nicholson's Shoals i va ser l'anglès Denham, del HMS Herald, que els va explorar el 1854 i els va anomenar en record del famós naufragi del Minerva.
La tripulació del Minerva es va dividir en tres barques i van intentar arribar a les illes Tonga. Preferien anar a unes illes on hi havia missioners que no a les illes Fiji que tenien fama de caníbals. Però els vents els van dur a Fiji i van decidir desembarcar-hi, ja que els seguia un tauró. Els nadius els van exposar com a trofeus a diferents illes i a poc a poc van ser rescatats per diferents vaixells de pas. Alguns d'ells però, com John Twyning, va acabar estant 20 anys a les illes i va escriure un llibre sobre les seves experiències de massacres i banquets caníbals.
Minerva ha anat recollint diferents històries de naufragis. El darrer va ser l'octubre del 1962 quan un grup de tongalesos va haver de sobreviure sobre els esculls a flor d'aigua durant tres mesos.

### República de Minerva
La República de Minerva va ser un intent de crear un micro-estat artificialment, establint la sobirania sobre els esculls. El promotor va ser el milionari de Las Vegas Michael Oliver. El 1971 hi va enviar vaixells carregats de sorra des d'Austràlia per aixecar el nivell dels esculls sobre el mar, creant una illa artificial que va permetre la construcció d'una torre on es va hissar la nova bandera.
El gener del 1972, la nova República de Minerva va enviar la seva declaració d'independència als estats veïns. Fins i tot va crear la seva pròpia moneda, el dòlar de Minerva, i es va encunyar una edició especial en argent i or. El febrer del 1972, Morris C. Davis va ser escollir president provisional de la república.
El juny del 1972, el rei Taufa'ahau Tupou IV de Tonga va declarar que estenia la seva jurisdicció sobre Minerva i va enviar una expedició per reclamar el territori. Es va arriar la bandera de la República de Minerva i es va annexionar el territori al regne de Tonga amb el nom de Teleki. L'acció de Tonga va ser reconeguda pels països del Fòrum del Pacífic Sud, i el president provisional Davis va ser acomiadat pel fundador Michael Oliver.
Anecdòticament diferents grups han reclamat la sobirania de Minerva, entre ells un autoproclamat príncep de Minerva.